# 安托拉山

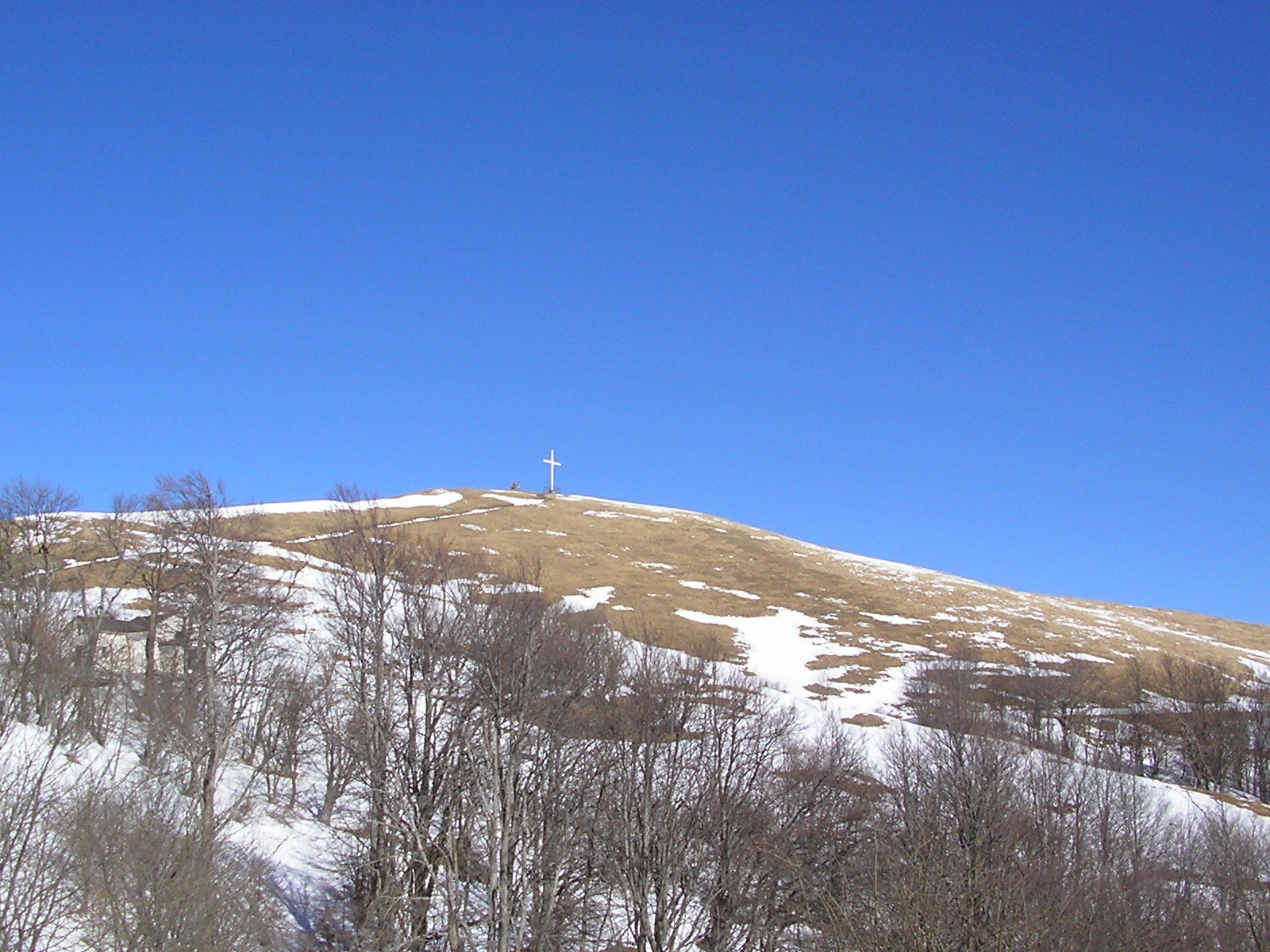

44°34′28″N 9°8′59″E / 44.57444°N 9.14972°E
安托拉山（義大利語：Monte Antola），是意大利的山峰，位於該國西北部，處於利古里亞大區和皮埃蒙特大區接壤的邊界，屬於利古雷亞平寧山脈的一部分，海拔高度1,597米，每年平均降雨量1,630毫米。